# Albertus-Magnus-Professur
Die Albertus-Magnus-Professur (kurz auch AMP) ist eine kurze Veranstaltungsreihe an der Universität zu Köln von etwa einer bis zwei Wochen, für die jährlich ein zu ehrender herausragender Wissenschaftler berufen wird, der zu allgemein interessierenden Themen öffentlich Grundsätzliches lehren soll.
Die Professur ist nach dem mittelalterlichen Universalgelehrten Albertus Magnus (1193 bis 1280) benannt, der von 1248 bis 1254 in Köln am Generalstudium der Dominikaner lehrte, wo auch Thomas von Aquin zu seinen Schülern zählte. Albertus Magnus gilt als einer der geistigen Väter der hundert Jahre nach ihm, nämlich 1388, gegründeten Universität zu Köln. Deren Nachfolgerin, die heutige Kölner Universität, errichtete 2004 durch Senatsbeschluss in enger Zusammenarbeit mit dem Thomas-Institut diese Professur, für die eine Persönlichkeit von internationaler Geltung berufen wird, die in öffentlichen Vorlesungen und Seminaren Fragen von allgemeiner Bedeutung behandelt. Diese Fragen richten sich derzeit an viele Grundlagenwissenschaften, spielen aber auch in der öffentlichen Debatte eine wichtige Rolle. Sie werden in der vom Preisträger bevorzugten Sprache gehalten. Die Auswahl der Geehrten erfolgt auf der Grundlage der Vorschläge aus den Fakultäten in Absprache mit dem Consilium Decanale (einem Gremium bestehend aus den sechs Dekanen sowie dem Rektor) und dem Rektorat der Universität. Die AMP wird kofinanziert durch das Thomas-Institut, die Nordrhein-Westfälische Akademie der Wissenschaften, den Kölner Gymnasial- und Stiftungsfonds und durch Haushaltsmittel der Universität.

## Konflikt
Im Jahr 2022 wurde Nancy Fraser für die Albertus-Magnus Professur im Jahr 2024 berufen. Nach dem Angriff der Hamas auf Israel im Oktober 2023 und dem Beginn des israelischen Angriffes auf Gaza (Krieg in Israel und Gaza seit 2023) unterzeichnete Fraser gemeinsam mit mehr als vierhundert anderen Philosophie-Professoren (darunter Linda Martín Alcoff, Louise Antony, Étienne Balibar, Judith Butler, Alex Callinicos, Angela Y. Davis, Owen Flanagan, Sally Haslanger, Joy James, Rachana Kamtekar, Serene Khader, Hans-Herbert Kögler , Joseph Levine, Sajjad Rizvi, Catherine Rowett, Olúfẹ́mi O. Táíwò und George Yancy) den offenen Brief »Philosophy for Palestine«. Im April 2024 widerrief die Universität aufgrund des offenen Briefes die Vergabe der Professur an Nancy Fraser, da der Brief »das Existenzrecht Israels« in Frage stelle. Fraser und mehrere hundert weitere Akademiker (darunter Rahel Jaeggi, Robin Celikates, Christoph Menke, Stephan Lessenich, Darrel Moellendorf, Axel Honneth, Hartmut Rosa, Klaus Dörre, Manuela Bojadžijev, Stefan Gosepath, Alex Demirović, Eva von Redecker, Daniel Loick, Hubertus Buchstein, Hauke Brunkhorst, Andrea Maihofer, Oliver Nachtwey, Sabine Hark, Juliane Rebentisch, Rainer Mühlhoff, Sally Haslanger, Regina Kreide, Seyla Benhabib, Omri Boehm, Simon Critchley, Andrew Arato, Donatella della Porta, Gerard Delanty, Hans-Jürgen Urban, Elizabeth Anderson, Elizabeth Kendall, McKenzie Wark, Joan Miller, Anwar Shaikh, Christoph Horn, Anne Storch, Lawrence Blum, Chantal Mouffe und Bettine Menke) protestierten mit einem weiteren offenen Brief gegen die Ausladung und gegen den »Versuch, die öffentliche und wissenschaftliche Diskussion zu Israel und Palästina unter Verweis auf vermeintlich eindeutige und regierungsamtlich definierte rote Linien einzuschränken«.

## Inhaber der Professur
- 2005: Arthur C. Danto
- 2006: Jean-Luc Nancy
- 2007: Giorgio Agamben
- 2008: Robert Audi
- 2009: Philip Pettit
- 2010: Enrique Dussel
- 2011: Noam Chomsky
- 2012: Martha Nussbaum
- 2013: John Searle
- 2014: Michael Tomasello
- 2015: Bruno Latour
- 2016: Judith Butler
- 2017: Georges Didi-Huberman
- 2018: Douglas R. Hofstadter
- 2019: Achille Mbembe
- 2022: Eva Illouz
- 2023: David Wengrow
- 2024: Nancy Fraser (widerrufen, aufgrund der Unterzeichnung des offenen Briefes Philosophy for Palestine)[6][7]
- 2025: N. Katherine Hayles